# Jaktubåtarna
Jaktubåtarna var en ubåtsklass bestående av sex ubåtar tillhörande den svenska flottan. Dessa var f.d. kustubåtar som genomgått ett omfattande ombyggnadsarbete 1962–1964.
Båtarna utrangerades under 1970-talet.

## Fartyg i klassen
- HMS Abborren (1963) U 5
- HMS Gäddan (1963) U 7
- HMS Laxen (1963) U 8
- HMS Forellen U 4
- HMS Makrillen U 9
- HMS Siken U 6